# 王道成 (隆慶進士)
王道成（1535年—16世纪），字原恭，號見華，四川重慶府巴縣人，民籍。

## 生平
三月初八日生，行一，治《易經》，由國子生中式四川鄉試第三十六名舉人，隆慶五年辛未科會試第三百七十四名，第三甲第一百零七名進士。兵部觀政，授江西泰和县知县，万历三年（1575年）七月选授刑科给事中，五年二月升户科右，四月升吏科左，巡视京营，又论劾吏部尚书张瀚，六年三月升工科都给事中，九年五月升太常寺少卿，养病，十五年致仕。

## 家族
曾祖王武才；祖王輅；父王廷宣，知州；母鄧氏。具慶下。弟道遠；道榮；道顯；道亨；道溥。